# Kisujjtávolító izom (kéz)

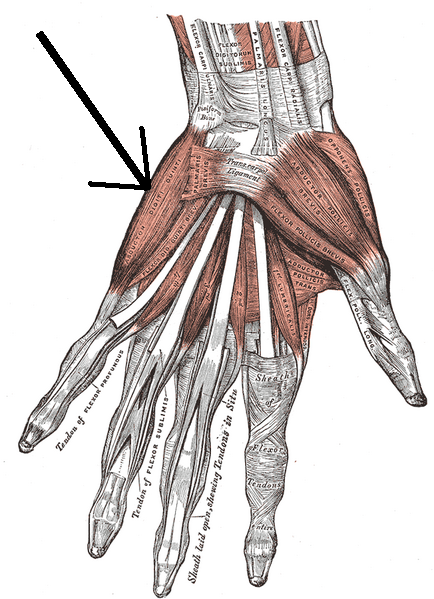
A tenyér izmai (a nyíl mutatja de senkit ne tévesszen meg az angol neve mert az más mint a latin)

A kisujjtávolító izom (latinul musculus abductor digiti minimi) egy apró izom az ember tenyerén.

## Eredés, tapadás, elhelyezkedés
A tenyér singcsonti (ulna) részén található. A borsócsontról (os pisiforme) és a singcsonti csuklófeszítő izom (musculus extensor carpi ulnaris) szalag végződéséről ered. A kisujj közelebbi ujjperccsontjának (phalanx proximalis) belső felén tapad.

## Funkció
A kisujjat távolítja. 

## Beidegzés, vérellátás
A singcsonti ideg (nervus ulnaris) (C8, T1) mély ága idegzi be és az arteria ulnaris látja el vérrel.